# Курортологія

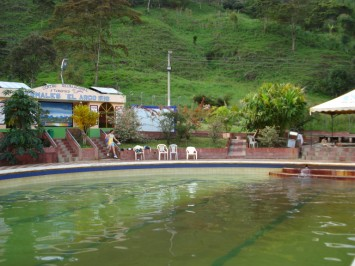
Терми в Зетакірі, Бояка, Колумбія

Курортологія (нім. Kurort + грец. λόγος — вчення) — розділ медицини, що вивчає лікувальні властивості природних факторів, механізми і шляхи їх впливу на організм людини, з метою відновлення (медичної реабілітації) здоров'я людини.
Курортологія включає в себе бальнеологію, бальнеотерапію і бальнеотехніку, вчення про лікувальні грязі (грязетерапія); курортну кліматологію, медичну кліматологію (біокліматологія людини) і кліматотерапію (аеро-геліо-таласотерапію); питання організації, планування і будівництва курортів.
Протягом століть люди використовували природні ресурси в лікувальних цілях. Санітарно-курортне лікування базується на використанні натуральних лікувальних факторів, таких як клімат, мінеральні води, лікувальні грязі, морські купання тощо.